# Sphoeroides trichocephalus
Sphoeroides trichocephalus е вид лъчеперка от семейство Tetraodontidae. Видът не е застрашен от изчезване.

## Разпространение
Разпространен е в Гватемала, Еквадор, Колумбия, Коста Рика, Мексико, Никарагуа, Панама, Перу, Салвадор, Хондурас и Чили.

## Описание
На дължина достигат до 10,5 cm.